# Grif
Pour l'unité de police, voir Liste des groupes d'intervention policiers#Suisse.
Cet article possède des paronymes, voir Griffe, Griff et GRRIF.
Pour les articles homonymes, voir Grif (homonymie).
Grif (Grenoble Interactive Formatter) était un logiciel d'édition WYSIWYG et visualisation de documents structurés conformes à la norme SGML.

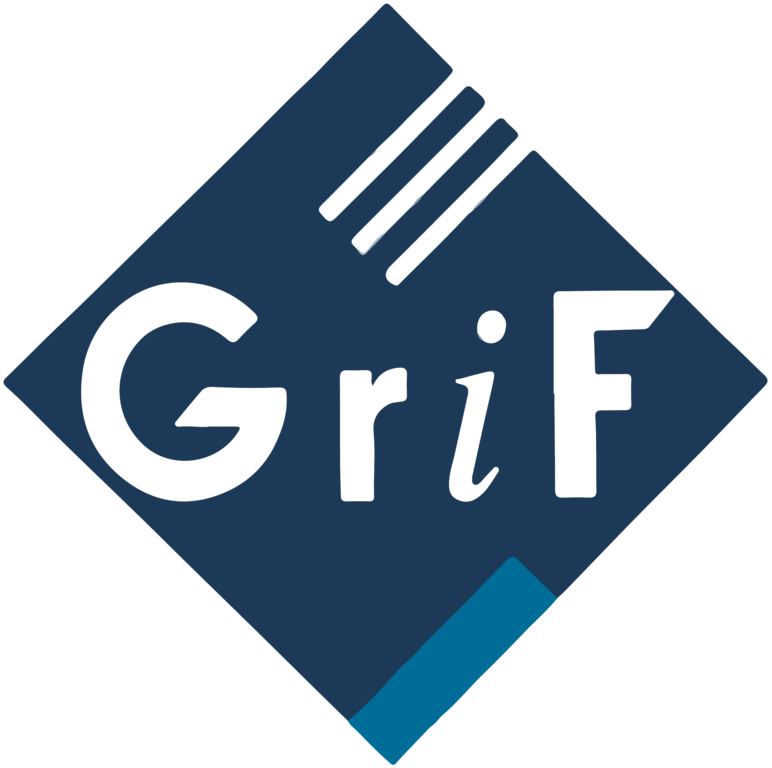
Logo de GRIF

La technologie dont est issu Grif a été initialement développée au début des années 1980 à l'INRIA/IMAG par Irène Vatton et Vincent Quint dans le cadre du projet Tigre. Industrialisé sous le même nom Grif par la société GIPSI S.A., GIE entre Bull et l'INRIA spécialisée dans les terminaux X Window, Grif a rapidement évolué pour atteindre en 1991 un produit d'édition/visualisation WYSIWYG performant.
En 1992, GIPSI S.A. commençant à connaître des tensions fortes sur le marché des terminaux X-Window, le dirigeant de l'équipe Grif et quelques autres ont décidé d'un spin-off et fondé l'entreprise Grif S.A. centrée sur les technologies SGML de GIPSI S.A.
En 1991, Grif était donc un moteur de restitution disponible sous X-Window implémentant les technologies suivantes :
- un validateur/parseur SGML
- le langage S pour décrire les modèles documentaires d'une manière plus précise et typée que les DTD de SGML,
- le langage P pour décrire les présentations associées à un modèle documentaire donné ; le langage P n'ayant pas à gérer les contraintes de rendu progressif auxquelles sont soumis les navigateurs Web, P offrait des fonctionnalités  supérieures aux CSS, comme la position précise d'un élément par rapport à un élément arbitraire,
- le langage T pour décrire des transformations/filtres d'exportation d'un document ; cette technologie est comparable à XSLT,
- un formateur gérant le multi-vues, c'est-à-dire capable d'afficher simultanément plusieurs vues d'un unique document, chaque vue appliquant une feuille de styles (une présentation en langage P) donnée,
- un éditeur WYSIWYG des tableaux CALS, un modèle de tableaux issu du Department of Defense américain et qui est l'ancêtre du modèle de tableaux de HTML,
- une implémentation d'EuroMATH, ancêtre de MathML.

C'est à cette époque que Tim Berners-Lee et Robert Cailliau ont pris contact avec Grif S.A. pour lui demander de transformer l'éditeur/visualiseur Grif en un éditeur/navigateur Web. Malgré la faible charge de travail requise pour un tel développement, Grif S.A. a souhaité obtenir un financement européen. Tim Berners-Lee a relaté lui-même cet épisode dans son livre "Weaving the Web". L'arrivée lente des financements, le vent du Web et le fait que HTML soit un modèle de documents issu de SGML pousse alors Grif S.A. progressivement à développer l'éditeur de pages HTML Symposia avec toujours la collaboration de l'INRIA/IMAG. Malgré d'excellentes bases, Symposia qui est arrivé trop tard sur le marché, trop cher et ne disposant pas d'une interface homme-machine assez conviviale ne pourra contrer Netscape Gold, GNN Press et surtout HoTMetaL.
En 1994, et malgré la qualité de son formateur ou "rendering engine", des technologies sous-jacentes et de la disponibilité du produit également sur Windows et Macintosh, Grif reste un produit à marché de niche essentiellement français (défense, industrie pharmaceutique, énergie) et dont les ventes sont décevantes.
La société Grif S.A. dépose son bilan en 1997, une partie de l'équipe technique et les technologies étant alors reprises par l'éditeur de logiciels canadien I4I qui finira par enterrer le produit et disperser l'équipe.
Le noyau de Grif a cependant survécu jusqu'à aujourd'hui : Irène Vatton et Vincent Quint, toujours eux, avaient extrait de Grif une bibliothèque centrale, la bibliothèque Thot sur laquelle ils ont conçu l'éditeur de documents pour le Web Amaya. Amaya est depuis devenu un projet commun W3C/INRIA.